# Journal de Trévoux

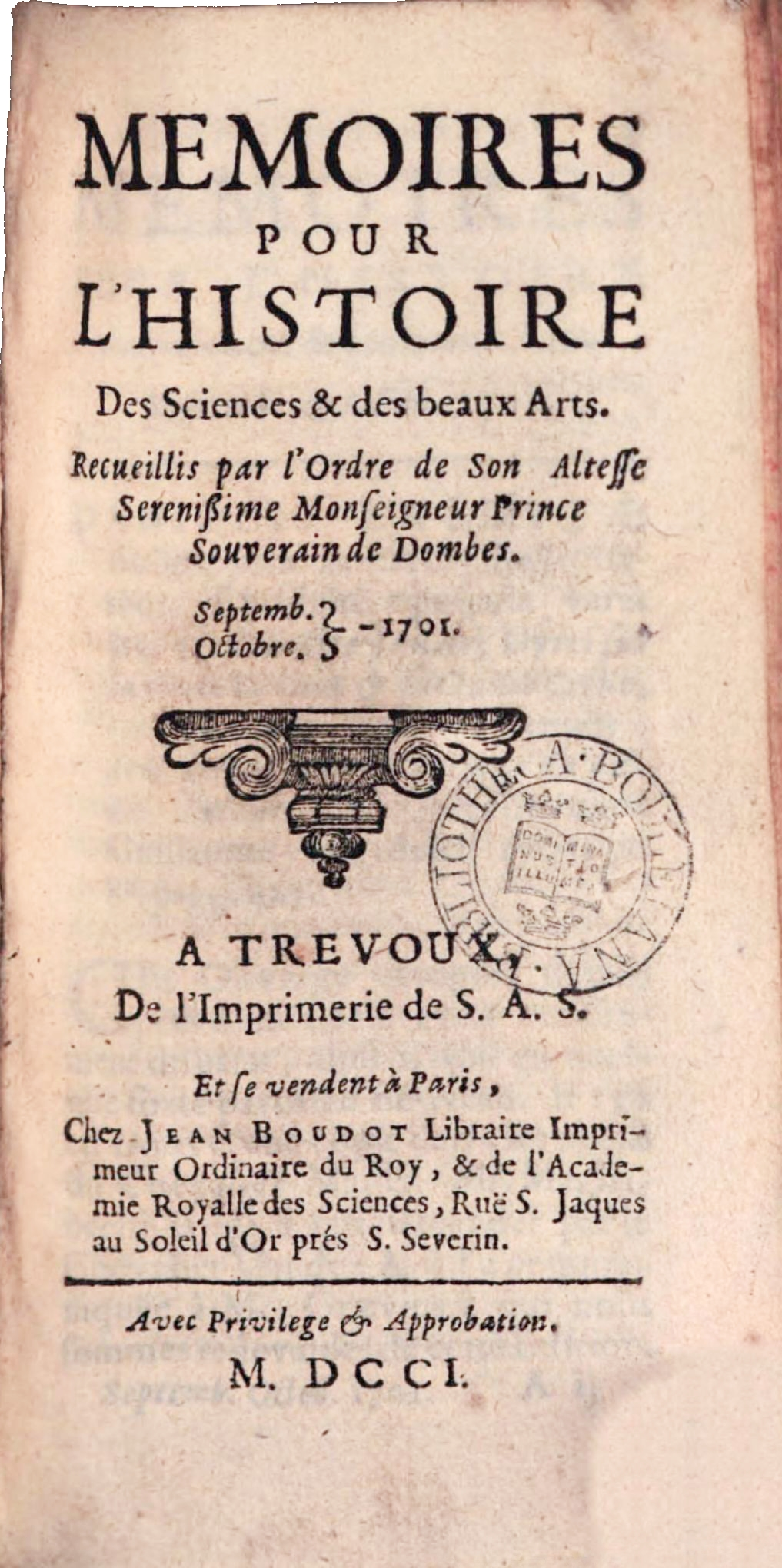
Titelblatt der ersten Ausgabe, Januar/Februar 1701

Das Journal de Trévoux oder Mémoires pour l’Histoire Des Sciences & des beaux-Arts ist eine Zeitschrift, die zwischen 1701 und 1767 monatlich erschien. Herausgegeben wurde sie von Mitgliedern des Jesuitenordens, gedruckt und vertrieben in der Stadt Trévoux im heutigen Département Ain.
Die Zeitschrift war konzipiert als umfassendes Wissenschaftsjournal, in dem Neuerscheinungen aus allen Gebieten der Wissenschaft, aus Geschichts-, Literatur- und Sprachwissenschaft, den Rechtswissenschaften, Kirchenrecht, Theologie, Philosophie, Ökonomie, Mathematik, Physik, Astronomie und in geringerem Umfang auch aus den Schönen Künsten und der Belletristik vorgestellt und diskutiert wurden.

## Hintergrund
Nach dem Edikt von Fontainebleau, mit dem Ludwig XIV. das Edikt von Nantes widerrief, begannen die Protestanten ihre Ideen außerhalb Frankreichs vor allem in den angrenzenden nördlichen Ländern in Zeitschriften zu verbreiten. Als Reaktion darauf gründete Denis de Sallo, Berater des Parlaments und den jansenistischen Zirkeln am Hof nahestehend, unter der Patronage von Colbert das Journal des Savants, das erste Wissenschaftsjournal Europas überhaupt. Die Zeitschrift erschien in unregelmäßigen Abständen: Diskutiert wurden aktuelle wissenschaftliche Neuerscheinungen. Polemiken gegen Rom führten bald zu heftigen Reaktionen von Seiten der Kirche.
Die Jesuiten, die sich am französischen Hof, anders als die Jansenisten, nicht durchsetzen konnten, gründeten daraufhin ein eigenes Wissenschaftsjournal und zwar außerhalb des Einflussbereichs der Krone, in der Stadt Trévoux in Südfrankreich.

## Das Journal
Im März 1701 erschien die erste Nummer der Zeitschrift unter dem Titel Mémoires pour l’Histoire Des sciences et des beaux Arts, meistens in der abgekürzten Form als Mémoires de Trévoux oder Journal de Trévoux zitiert, gedruckt bei Jean Boudot in Trévoux. Trévoux lag im Territorium des Herzogs von Maine und Fürsten von Dombes, Louis Auguste de Bourbon, das zu dieser Zeit noch von der französischen Zentralmacht unabhängig war.
Wegen Streitereien mit dem Hof hob der Herzog 1730 sein Druckprivileg auf, und die Jesuiten verlagerten ihre Redaktion nach Lyon und 1734 nach Paris, behielten aber den Namen Trévoux als Druckort bei. Bis 1767 wurden insgesamt 878 Nummern der Zeitschrift ausgeliefert.

### Redaktion und Mitarbeiter
Die zahlreichen Mitarbeiter des Journals rekrutierten sich überwiegend aus dem Jesuitenorden und blieben in der Mehrzahl anonym. Namentlich bekannt sind die verantwortlichen Herausgeber und einige der wichtigsten Mitarbeiter. Unter ihnen waren der Mathematiker Louis-Bertrand Castel; der Dichter und Literat Jean-Antoine du Cerceau; Pierre Brumoy, Historiker und Forschungsreisender; der Philosoph und humanistische Gelehrte Pierre François Xavier de Charlevoix; der Historiker und Philosoph Claude Buffier; und Barthélemy Mercier de Saint-Léger (1734–1799), Autor, Bibliograph und Bibliothekar, der sich in den 1790er Jahren energisch dafür einsetzte, die in den Wirren der Französischen Revolution bedrohten öffentlichen und privaten Bibliotheken zu retten.
Von 1745 bis 1762 prägte Guillaume François Berthier maßgeblich den Tenor des Blattes. Abgelöst wurde er von Mercier, der es für zwei Jahre herausgab. Unter seinem Nachfolger Jean-Louis Aubert wurde das Erscheinen der Zeitschrift eingestellt, schon 1768 erschien jedoch ein Nachfolgeorgan unter dem Titel Journal des sciences et des beaux-arts mit Aubert als Redakteur. Ab 1776 wechselten die Besitzer mehrfach, das Blatt verlor an Niveau und an Abonnenten. 1779 änderte sich ein weiteres Mal der Titel, es hieß nun Journal de Littérature, des Sciences et des Arts. 1782 wurde es endgültig aufgegeben.

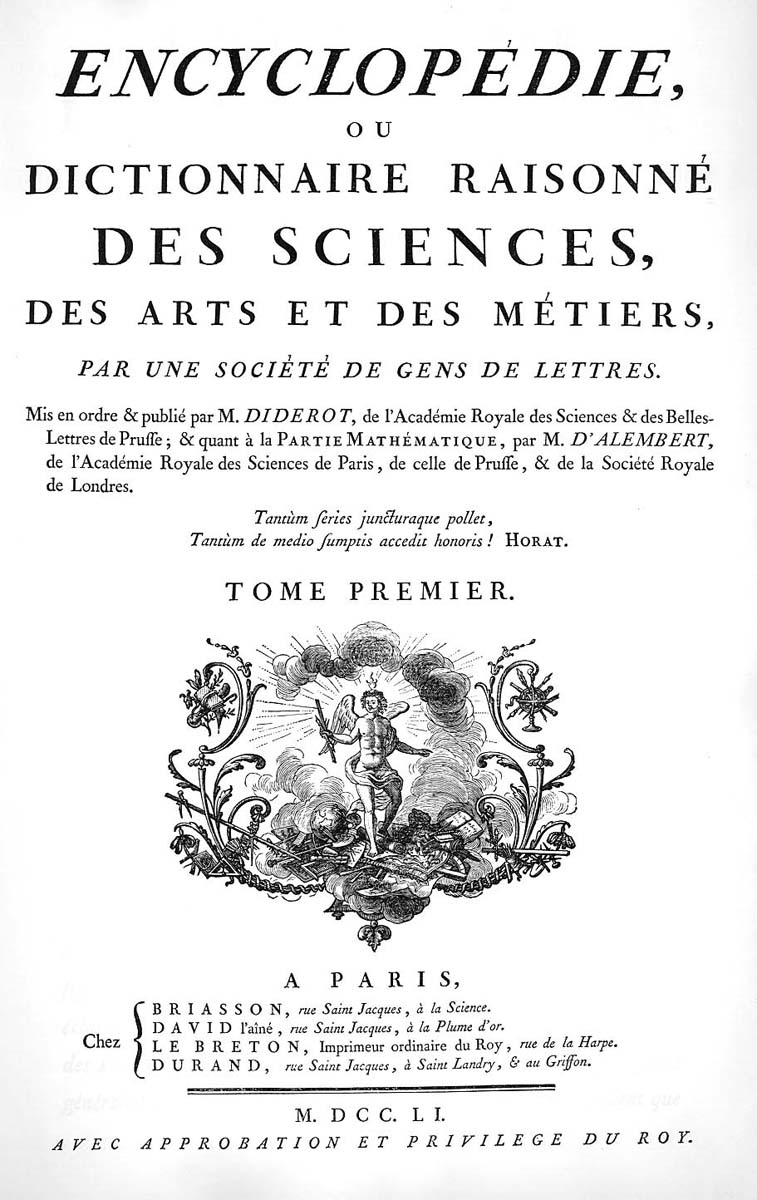
Titelblatt der Encyclopédie

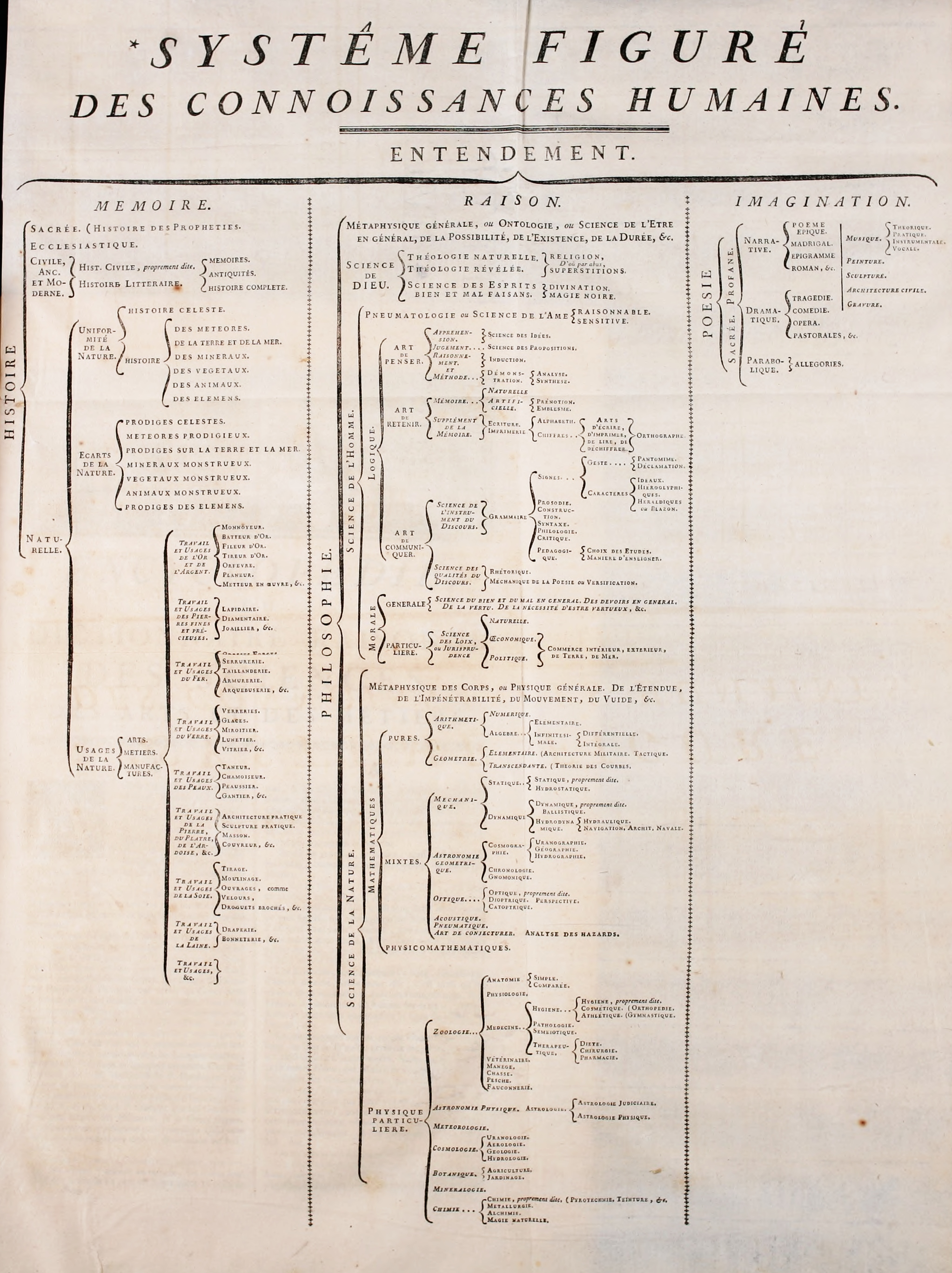
Système figuré aus dem Prospectus

### DasJournalund dieEncyclopédie
1751 erschien der erste Band von Diderots Encyclopédie mit dem Ziel, das gesamte Wissen der Zeit zu sammeln und zu erklären. Ab 1704 hatten die Jesuiten ihrerseits ein vergleichbares Unternehmen gestartet, den Dictionnaire de Trévoux, und das Journal beobachtete aufmerksam das Konkurrenzunternehmen. Bereits 1751 annoncierte das Journal die Neuerscheinung und schon in der folgenden Nummer wird Kritik am Baum des Wissens (=Système figuré des conniossances humaines) des Prospectus von 1750 zur Enzyklopädie geübt, der im Wesentlichen Francis Bacon folge, ohne ihn als Quelle zu nennen. Der Vorwurf eines Plagiats stand im Raum. In der Folge entzündeten sich scharfe Wortgefechte zwischen Diderot und Berthier als Wortführer des Journals. Zwischen 1751 und 1753 weisen die Journalisten den Enzyklopädisten in 11 Rezensionen insgesamt 252 Artikel nach, in denen sich die Autoren nicht nur aus dem Dictionnaire der Jesuiten bedient haben, sondern auch aus weiteren Wörterbüchern, wie Louis Moréris Encyclopédie, dem Dictionnaire universel de commerce der Brüder Savary und aus weiteren Nachschlagewerken ganze Passagen wörtlich übernommen haben. Zwar sind auch die Journalisten der Meinung, dass es legitim ist, sich auf das Wissen anderer Autoren zu stützen und deren Publikationen zu nutzen, prangern aber wortwörtliches Abschreiben, den Mangel an kritischer Distanz zu ihren Quellen und vor allem das Verschweigen der Quellen an. Man müsse immer die Quellen des Wissens angeben, damit jeder Leser in der Lage ist, diese selbst zu befragen.
Was die Inhalte der Encyclopédie betrifft, so lobt das Journal die Originalität und Qualität der Artikel zu Wissenschaft und Technik, ausdrücklich die Bereiche Architektur, Musik, Grammatik, Mathematik und Chirurgie. Anders sieht es bei theologischen und philosophischen Themen und Bereichen aus, die die kirchliche Lehrmeinung tangieren.